# Stazione di Katsunuma-budōkyō
La stazione di Katsunuma-budōkyō (勝沼ぶどう郷駅?, Katsunuma-budōkyō-eki) è una stazione ferroviaria della città di Kōshū, nella prefettura di Yamanashi, e serve la linea linea principale Chūō della JR East. Dista 112,5 km dal capolinea di Tokyo.

## Linee
East Japan Railway Company
■ Linea principale Chūō

## Struttura
La stazione è dotata di un marciapiede a isola con due binari passanti superficie. Il fabbricato viaggiatori si trova a un livello inferiore rispetto al piano dei binari, ed è realizzato su due piani.
| 1 | ■ Linea principale Chūō | per Kōfu, Kami-Suwa e Matsumoto        |
| 2 | ■ Linea principale Chūō | per Ōtsuki, Hachiōji, Shinjuku e Tokyo |

## Stazioni adiacenti
| «                     | Servizio              | »                     |
| Linea principale Chūō | Linea principale Chūō | Linea principale Chūō |
| --------------------- | --------------------- | --------------------- |
| Kai-Yamato            | -                     | Enzan                 |